# Monomorium hannonis
Monomorium hannonis är en myrart som beskrevs av Santschi 1910. Monomorium hannonis ingår i släktet Monomorium och familjen myror. Inga underarter finns listade i Catalogue of Life.